# Plieux
Plieux é uma comuna francesa na região administrativa de Occitânia, no departamento de Gers. Estende-se por uma área de 12,27 km². Em 2010 a comuna tinha 149 habitantes (densidade: 12,1 hab./km²).